# 協立映画
協立映画株式会社（きょうりつえいが）は、かつて存在した日本の映画製作・配給会社である。1953年（昭和28年）に池田一夫が株式会社池田プロダクション（いけだプロダクション）として設立した。1955年（昭和30年）には協立映画株式会社と改称した。製作会社として純潔映画研究会（じゅんけつえいがけんきゅうかい）の呼称ももつ。1970年（昭和45年）前後には活動を停止している。のちに「ピンク映画第1号」と呼ばれる『肉体の市場』を製作したことで知られる。

## 沿革
- 1953年 - 池田一夫が池田プロダクションとして設立[1][3][4][5]
- 1954年1月9日 - 設立第1回作品『若夫婦は朝寝坊』を東宝の配給で公開[6][8][9]
- 1955年 - 協立映画株式会社と改称[8][9]
- 1962年2月27日 - 「ピンク映画第1号」と呼ばれる『肉体の市場（英語版）』を大蔵映画の配給で公開[8][9]
- 1970年前後 - 活動停止[7][8][9][10]
- 1971年3月12日 - 創立者・池田一夫死去[10]

## 概要

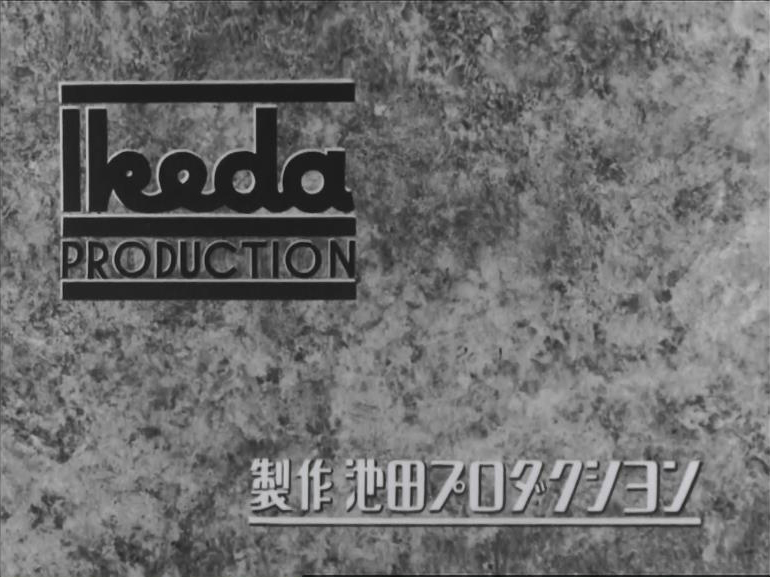
池田プロダクション時代のオープニングタイトル（1954年）。

1953年（昭和28年）に池田一夫（1905年前後 - 1971年）が株式会社池田プロダクションとして設立した。池田は、1920年代後半に早稲田大学を中途退学し、東亜キネマの雑誌『東亜映画』編集部を経て、松竹蒲田撮影所出身の重宗務が設立した東京発声映画製作所に入社、1938年（昭和13年）には所長秘書兼宣伝部長を務めた人物であり、1941年（昭和16年）12月の同社の東宝映画への吸収合併後は、東宝映画とのプロデューサー契約を経て松竹大船撮影所に移籍、企画掛長を務めた。第二次世界大戦後の池田は、1950年（昭和25年）5月に篠勝三が設立した新映画に所属し、『湯の町情話』（監督伊賀山正徳、配給大映、1951年）や『あぶない年頃』（監督蛭川伊勢夫、配給東宝、1953年）等を製作した。同年3月15日に発行された『キネマ旬報』3月下旬号（第59号）には、『座談會 獨立プロはこう考える』が掲載されたが、池田は、北星映画の稲村喜一、新星映画の嵯峨善兵、スタジオエイトプロダクションの平尾郁次、アカデミープロダクションの浅田健三、現代ぷろだくしょんの山村聰、松崎プロダクションの松崎啓次、映画史家の田中純一郎とともにこれに出席した。
同年、「池田プロダクション第一回作品」として、新映画でも監督作品のある小田基義を監督に起用し、本郷秀雄・広瀬嘉子を主演に『若夫婦は朝寝坊』を製作、1954年（昭和29年）1月9日に公開された。同作の配給は前年に池田が手がけた『あぶない年頃』を配給した東宝で、同時上映は瀧村和男が滝村プロダクションで製作した『第二の接吻』（監督清水宏・長谷部慶治）であった。つづいて第二回作品として『若き血は燃えて』を製作、同作の監督には、日活多摩川撮影所（現在の角川大映撮影所）出身の木元健太（1915年 - 没年不詳）を監督に抜擢、新人監督の第一回作品として同年6月8日に公開された。配給はひきつづき東宝であり、同時上映は本木荘二郎が製作した『次郎長三国志 第八部 海道一の暴れん坊』（監督マキノ雅弘）であった。木元を引き続き起用して『初恋ワルツ』を製作、東宝が配給して1955年（昭和29年）1月15日に『浮雲』と同時上映で公開された。同作以降、協立映画株式会社と改称した。この時期は、60分前後のいわゆる「添え物映画」を製作する会社であった。
東宝に作品を提供していた時期から1958年（昭和33年）までの3年間の活動については、不明である。同年には、新東宝初代社長であった佐生正三郎が退任後に設立した日米映画が、初期の日本テレビ放送網、末期の新東宝と組み、中篇の劇映画を製作、テレビ放映後に劇場上映するというシリーズを開始した際、木元健太を監督に『強奪された拳銃』、ヴェテランの野村浩将を監督に『恐怖の罠』をそれぞれ日米映画に協力して製作、それぞれ同年8月17日、翌1959年（昭和34年）4月17日に公開された。
1960年（昭和35年）になると、同社は「純潔映画研究会」を看板にかかげ、木元健太を監督に長篇映画『性と人間』、短篇記録映画『ヌード肉体祭り』を製作、新東宝が配給してそれぞれ同年4月16日、同年9月17日に公開された。同年末、新東宝の社長であった大蔵貢が退陣したが、翌1961年（昭和36年）1月3日には「純潔映画研究会」製作による『続・性と人間』が公開された。同作は医学的な解説を行う記録映画的要素と劇映画的要素が同居する作品で、前者の部分を木元健太が、後者の部分を富士映画の若手監督・小林悟（1930年 - 2001年）が演出した共同監督作であり、最末期の新東宝が成人映画として配給した。同作については、池田が製作、木元・小林が監督にクレジットされた「純潔映画研究会」の作品であったが、富士映画の製作とする資料も存在する。同時代資料である『映画年鑑 1962』には、『凸凹珍道中』（監督近江俊郎、1960年12月27日公開）と同作をもって富士映画が映画製作を中止し、同社の貸スタジオ業とテレビ映画の下請け受注製作に専念するとの記事がある。新東宝は同年8月31日に事実上倒産した。

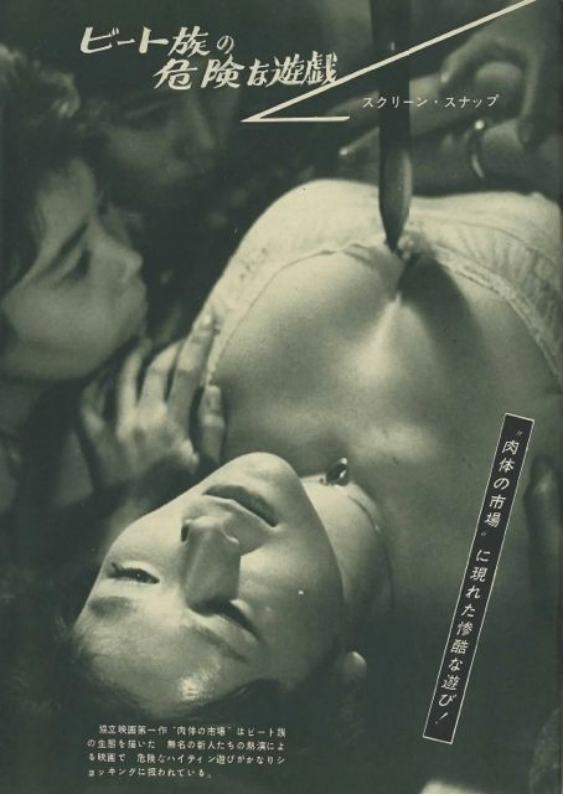
『肉体の市場』（1962年）を紹介する週刊誌の記事（『週刊特集実話』1962年3月8日号、日本文華社）。

1962年（昭和37年）1月、元新東宝社長の大蔵貢が、外画の輸入配給と邦画の製作配給を目的として大蔵映画を設立、「設立第1号作品」として、日本における2作目の70ミリ映画となった超大作『太平洋戦争と姫ゆり部隊』（監督小森白）を製作・配給、同年4月7日に東京劇場、渋谷パンテオン、新宿ミラノ座の3館をブッキングして公開した。この大作に先行する同年2月27日、同社は成人映画『肉体の市場』（『肉体市場』とも、監督小林悟）を邦画系・外画系の下位番線にブッキングして、配給公開したが、同作の製作会社としてクレジットされているのが「協立映画」であり、製作者として池田の名がクレジットされている。大蔵映画は同年上期に、『太平洋戦争と姫ゆり部隊』、『肉体の市場』、『不完全結婚』（監督小林悟・木元健太、同年5月1日公開）、『沖縄怪談逆吊り幽霊 支那怪談死棺破り』（監督小林悟・邵羅輝、同年6月13日公開）の4作をフリーブッキングで配給したが、そのうち『不完全結婚』は、同作の製作会社としてクレジットされているのが「純潔映画研究会」であり、製作者として池田の名がクレジットされている。大蔵映画は同年上期、この4本のほか、1958年（昭和33年）のアルゼンチン映画『女体蟻地獄』（監督・主演アルマンド・ボー）等5作の洋画を輸入配給した。
その後ふたたび同社の名が登場するのは、1966年（昭和41年）4月26日に大蔵映画が配給・公開した成人映画『女子学生が見た』（監督宮口圭）であり、同年6月に日本シネマフィルムが配給・公開した成人映画『悪徳医 産婦人科日記』（監督福田晴一）であった。さらに3年後、1969年（昭和44年）3月に新東宝興業が配給・公開した成人映画『銭と肌 巷説三億円強奪事件』（監督福田晴一）を最後に、1970年（昭和45年）前後には同社の製作・配給、ならびに同社代表・池田一夫の活動の記録がみられなくなった。
1971年（昭和46年）3月12日、創業社長の池田一夫が64歳で死去した。
「池田プロダクション」には、ほかにも池田理代子のマネジメント事務所や池田達郎の製作会社等がある。

## 企業データ
- 社名 : 協立映画株式会社[3][4]
  - 旧称 : 株式会社池田プロダクション[1][2]
- 所在地 : 東京都中央区銀座西7丁目5番地 弥生館[1][3][4]
  - 現在の東京都中央区銀座7丁目6番19号 ソワレ・ド・銀座弥生ビル（弥生第1ビル、1974年10月竣工[24]）

北緯35度40分12秒 東経139度45分42秒 / 北緯35.67000度 東経139.76167度
- 代表取締役社長 : 池田一夫[1][2][3][4][5]
- 資本金 : 200万円[3][4][5]
- 設立 : 1953年[1][3][4][5]

## フィルモグラフィ
すべて「製作」あるいは「製作協力」である。
東京国立近代美術館フィルムセンター（NFC）等の所蔵状況についても記す。
- 『若夫婦は朝寝坊』 : 製作池田一夫、監督小田基義、主演本郷秀雄・広瀬嘉子、配給東宝、1954年1月9日公開（映倫番号 なし） - 製作・「池田プロダクション」名義（池田プロダクション第一回作品[8]）[6]、衛星劇場で放映[26]
- 『若き血は燃えて』 : 製作池田一夫、監督木元健太、主演太刀川洋一・広瀬嘉子、配給東宝、1954年6月8日公開（映倫番号 なし） - 製作・「池田プロダクション」名義（池田プロダクション第二回作品[8]）
- 『初恋ワルツ』 : 製作池田一夫、監督木元健太、主演有田稔・扇千景、配給東宝、1955年1月15日公開（映倫番号 なし） - 製作・「協立映画」名義

- 『強奪された拳銃』 : 製作池田一夫、監督木元健太、主演左京路子・国方伝、製作日米映画・日本テレビ放送網、配給新東宝、1958年8月17日公開（中篇映画・映倫番号 10750） - 製作協力
- 『恐怖の罠』 : 製作池田一夫、監督野村浩将、主演万里昌代・沼田曜一、製作日米映画、配給新東宝、1959年4月17日公開（映倫番号 11059） - 製作協力

- 『性と人間』 : 企画池田一夫、監督木元健太、主演寺島達夫・松原由美子、配給新東宝、1960年4月16日公開（成人映画・映倫番号 不明） - 製作・「純潔映画研究会」名義
- 『ヌード肉体祭り』 : 企画池田一夫、監督木元健太、配給新東宝、1960年9月17日公開（短篇記録映画・映倫番号 不明）
- 『続・性と人間』 : 企画池田一夫、監督木元健太・小林悟、主演三条魔子、配給新東宝、1961年1月3日公開（成人映画・映倫番号 12090） - 製作・「純潔映画研究会」名義
- 『肉体の市場（英語版）』[9]（『肉体市場』[7][9][22]） : 製作池田一夫、監督小林悟、主演香取環、配給大蔵映画、1962年2月27日公開（成人映画・映倫番号 12474） - 製作・「協立映画」名義、『肉体市場』題の21分の短縮版上映用プリントをNFCが所蔵[7]
- 『不完全結婚』 : 製作池田一夫、監督小林悟・木元健太、主演松原緑郎・扇町京子、配給大蔵映画、1962年5月1日公開（成人映画・映倫番号 12787） - 製作・「純潔映画研究会」名義、57分の上映用プリントをNFCが所蔵[7]
- 『女子学生が見た』 : 監督宮口圭、主演藤川亜紀、配給大蔵映画、1966年4月26日公開（成人映画・映倫番号 14429） - 製作・「協立映画」名義
- 『悪徳医 産婦人科日記』 : 製作池田一夫、企画千葉実、監督福田晴一、主演香取環、配給日本シネマフィルム、1966年6月公開（成人映画・映倫番号 14564） - 製作・「協立映画」名義
- 『銭と肌 巷説三億円強奪事件』（『銭と肌』[8]） : 監督福田晴一、配給新東宝興業、1969年3月公開（成人映画・映倫番号 15801） - 製作・「協立映画」名義